# 山本清一
山本 清一（やまもと きよかず、1932年（昭和7年）11月1日 - 2018年（平成30年）12月12日）は、日本の瓦工事技術者、日本伝統瓦技術保存会会長。奈良県生駒市に生まれる。

## 概要
父は瓦を葺く職人で、その4男に生まれる。尋常高等小学校卒業後に職人になり、21歳まで父の下で屋根瓦葺き（桟瓦葺）の仕事をする。その後、文化財の瓦葺きの棟梁の井上新太郎のもとで本瓦葺の修行をして、26歳で独立した。東大寺大仏殿や法隆寺金堂など多くの伝統的な建築物の復元、再建に取り組む。1960年（昭和35年）、28歳で姫路城昭和大修理の瓦工事の棟梁が辞め次の棟梁に抜擢され務める。1963年（昭和38年）、31歳で会社組織化し山本瓦工業株式会社を設立する。
東大寺の鐘楼（国宝）の10分の1サイズの模型を1966年（昭和41年）から3年余りを費やして制作し1969年（昭和44年）末に完成、1970年（昭和45年）日本万国博覧会にて古河パビリオンに展示する。
2000年（平成12年）に従来の瓦の問題点を解決した「南都平瓦」を開発し特許取得する。さらに、伝来した時代の古代の瓦づくりの研究と道具類の復原から瓦制作や、白鳳時代の瓦窯の復原制作、古代の屋根の葺き方の研究をする。
1994年（平成6年）には文部大臣より、選定保存技術保持者「屋根瓦葺（本瓦葺）」に認定される。主に、法隆寺金堂、姫路城、東大寺大仏殿、薬師寺の修復。唐招提寺金堂では修復と鴟尾を復元。平城宮朱雀門の屋根を復元。平城宮大極殿の復元。東本願寺、松本城の修復に携わる。1998年（平成10年）には労働大臣卓越技能者表彰、さらに、2001年（平成13年）には黄綬褒章、日本伝統瓦技術保存会3代目会長に就任する（- 平成30年6月まで、以後名誉会長になる）、2007年（平成19年）には旭日双光章を受章する。2011年（平成23年）姫路城の平成大修理の屋根瓦の工事を統括する棟梁に再度選ばれる。現役を続けるとともに次世代の育成に力を入れていた。
2018年12月12日、胃がんのため死去。満86歳没。
2019年9月「瓦職人 山本清一作品展」が、奈良県奈良公園バスターミナル展示室で、東大寺大仏殿や興福寺中金堂などの修理・復元工事で葺かれた瓦と同時制作瓦約20点で開催される。

## 著書
- めざすは飛鳥の千年瓦 2006年 草思社 ISBN 978-4794214935